# Nová Včelnice
Nová Včelnice (do roku 1950 Nový Etynk-Včelnice, německy Neuötting Vtschelnitz) je malé město  v okrese Jindřichův Hradec v Jihočeském kraji. Leží na řece Kamenici dvanáct kilometrů severovýchodně od Jindřichova Hradce. Žije v něm přibližně 2 200 obyvatel. V Nové Včelnici je základní a mateřská škola. Podle dostupných informací v obci vznikla škola roku 1789, kdy zde byla zřízena obecná škola. Je zde také barokní zámek, který byl na začátku zrekonstruován a slouží jako dům s pečovatelskou službou, hotel a restaurace.

## Historie
První písemná zmínka o Včelnici v historických pramenech pochází z roku 1360, kdy se připomíná rytíř Svatomír ze Včelnice (Wczelnicz).
V 17. století hraběnka z rodu Paradiesů zde nechala z vděčnosti vystavět kapli, ve které byla umístěna kopie sošky z německého Altöttingu, tedy v překladu Starého Etynku.

## Obyvatelstvo
| Rok            | 1869  | 1880  | 1890  | 1900  | 1910  | 1921  | 1930  | 1950  | 1961  | 1970  | 1980  | 1991  | 2001  | 2011  | 2021  |
| -------------- | ----- | ----- | ----- | ----- | ----- | ----- | ----- | ----- | ----- | ----- | ----- | ----- | ----- | ----- | ----- |
| Počet obyvatel | 1 901 | 1 890 | 1 824 | 1 873 | 1 996 | 1 910 | 1 919 | 1 840 | 1 938 | 2 006 | 2 882 | 2 569 | 2 476 | 2 306 | 2 168 |
| Počet domů     | 249   | 251   | 251   | 241   | 252   | 264   | 297   | 370   | 378   | 399   | 409   | 455   | 461   | 489   | 522   |

## Městská správa

### Členění města
Město se v minulosti členilo na následující osady:
- Brabec
- Karlov
- Nový Etynk
- Pýchov, někdy také Pejhov (1890)[13]
- Včelnice (část u ústí potoka ze Šeflových rybníků do Kamenice)

I nadále se jedná o samostatné urbanistické celky, přičemž názvy Včelnice a Nový Etynk byly v minulosti zrušené. Dále jsou po katastru města roztroušené různé samoty. Obec se sice původně nazývala Včelnice, ale všechny úřady sídlily v Novém Etynku, který tvoří nejvýznamnější a urbanisticky i nejdůležitější část města.
Od 1. ledna 1963 do 31. prosince 1992 k městu patřily Dívčí Kopy, Malá Rosička a Žďár.

### Městské symboly
Vlajka byla městu udělena rozhodnutím předsedy Poslanecké sněmovny Parlamentu České republiky dne 18. června 2003.

## Pamětihodnosti a zajímavosti

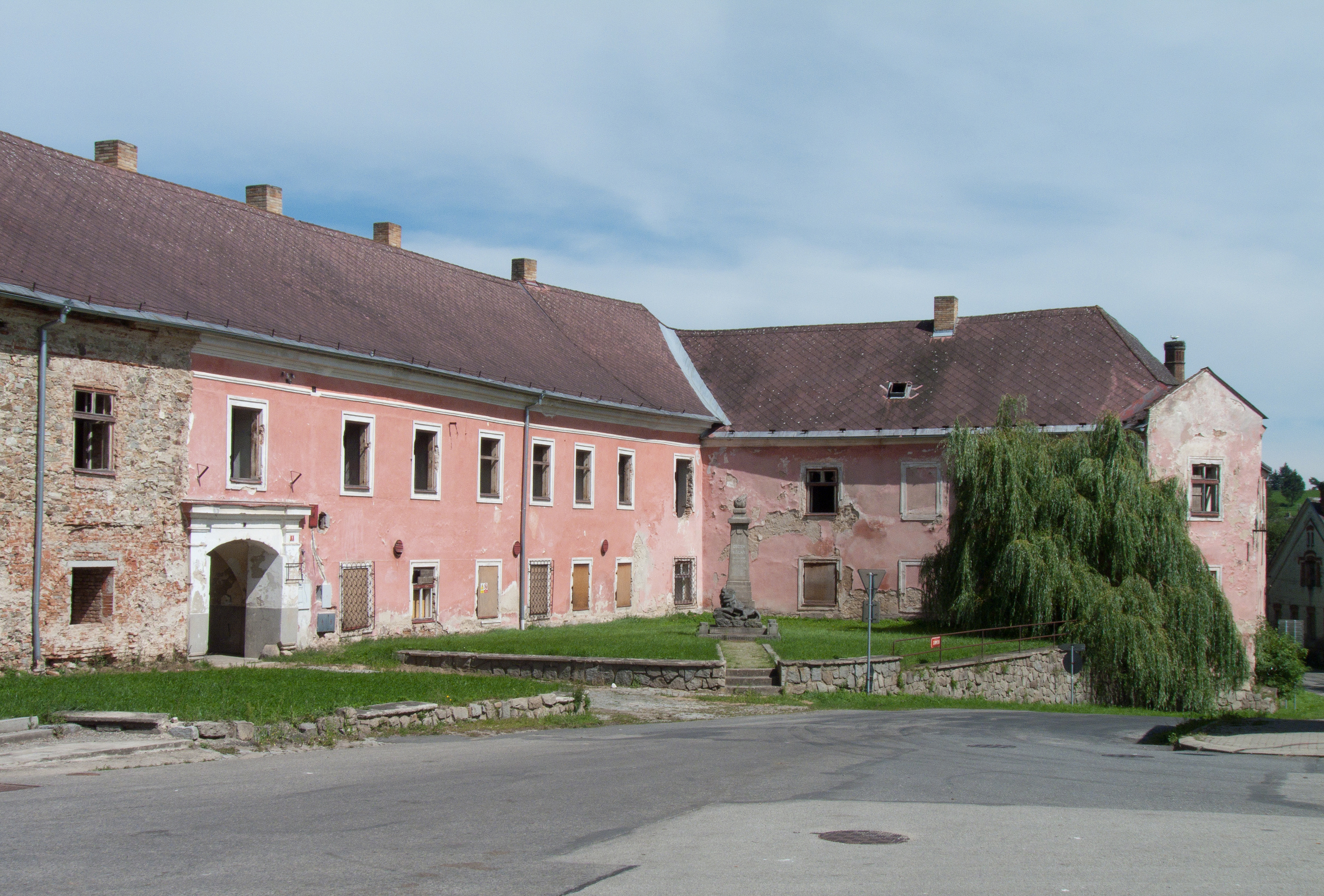
Zámek Nová Včelnice

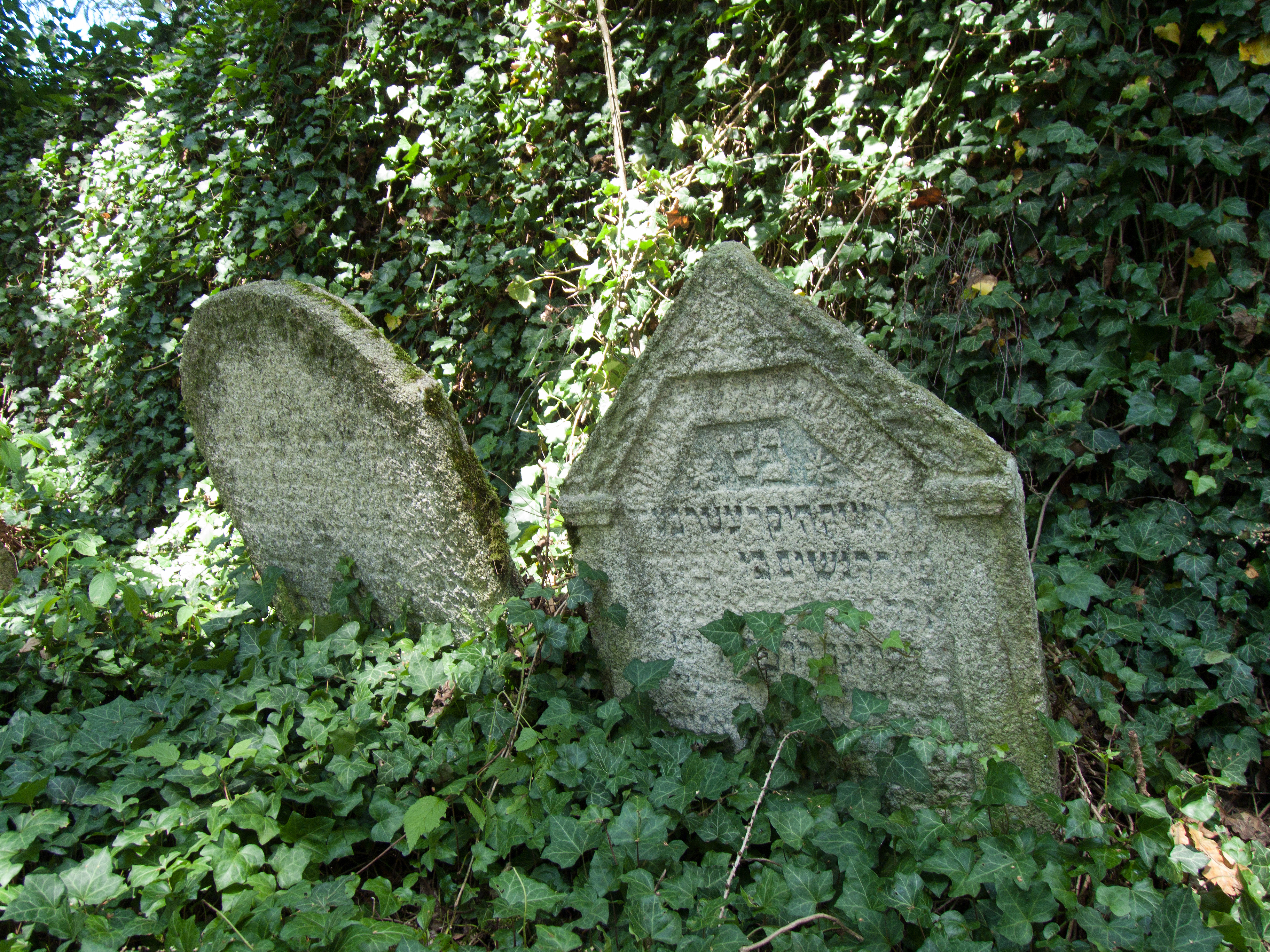
Staré náhrobky na židovském hřbitově

- Kostel Nanebevzetí Panny Marie byl přestavěn roku 1786 ze stávající kaple, která v něm byla ponechána jako sakristie.
- Mariánský sloup na náměstí T. G. Masaryka, byl postaven v roce 1701 na paměť vítězství nad morem, který Nový Etynk postihl. Je na něm kopie sochy Panny Marie, jejíž originál je umístěn v kostele a podle níž kostel dostal jméno.[16]
- Úzkorozchodná železniční trať Jindřichův Hradec – Obrataň; na trati je zastaven provoz.[17]
- Barokní zámek z konce 18. století, který nechal postavit tehdejší majitel včelnického panství JUDr. Josef Hilgartner, rytíř z Lilienbornu.[18]
- Kamenný kříž vztyčený při cestě na Štítné na památku více než 1000 napoleonských vojáků, kteří zde padli roku 1813.[18]
- Židovský hřbitov za obcí při cestě na Zdešov a Štítné, založený u Šibenného vrchu v roce 1800 s nejstaršími čitelnými nápisy podle datace z roku 1830.[19] Synagoga ve městě vpravo v ulici od nádraží k náměstí T. G. Masaryka pochází ze začátku 19. století a byla přestavěna na obytný dům.[19]

## Rodáci
- Rudolf Hrušínský starší (1920–1994), herec, na jeho rodném domě je umístěna pamětní deska
- Kamil Mařík (* 1946), básník, rozhlasový dramatik, překladatel, pedagog, nakladatel
- Luděk Munzar (1933–2019), herec
- Stanislav Podhrázský (1920–1999), malíř, sochař, restaurátor
- JUDr. Jan Slavík (1846–1910), bojovník za všeobecné hlasovací právo; na jeho rodném domě je umístěna pamětní deska
- Miloslav Topinka (* 1945), básník a esejista
- Emanuel Truhlář (1903–1942), odbojář

## Osobnosti
V místním atletickém oddíle TJ Nová Včelnice začínal pod trenérem Josefem Jelínkem svou atletickou dráhu Karel Kolář, nejlepší československý atlet let 1978 a 1979, dvojnásobný medailista z mistrovství Evropy v atletice v Praze v roce 1978 a halový mistr Evropy v běhu na 400 metrů z halového mistrovství Evropy 1979 ve Vídni.
- Ladislav Lešetický (1942–2011), český chemik, vědec a vysokoškolský pedagog na Přírodovědecké fakultě Univerzity Karlovy

## Partnerská města
- Eggiwil, Švýcarsko
- Neuötting, Německo